# Vignoli
Fernando Torres Vignoli, ou simplesmente Vignoli (Belo Horizonte, 14 de agosto de 1960 – 13 de dezembro de 2016) foi um pintor e escultor brasileiro. Iniciou sua carreira em 1982 criando telas em óleo sobre canvas, onde aplica uma técnica própria, que, segundo ele, possibilita um equilíbrio perfeito na distribuição dos elementos, levando o espectador a se deparar com a textura, a plasticidade e a criação, em perfeita harmonia dentro da história de cada quadro. O estilo de Vignoli é uma fusão entre surrealismo e expressionismo, com influência declarada do mestre espanhol Salvador Dali. Para o artista brasileiro, a diferença entre as criações é que o surrealismo de Dali é inspirado em sonhos e ilusão e seu estilo é o Surrealismo possível e real, baseado nos acontecimentos do mundo contemporâneo. Até 2013, Vignoli já havia exposto suas obras em mais de 20 países.
Vignoli desenvolvia em sua pintura uma interpretação muito pessoal dos dramas humanos, lidando com referências estilísticas do romantismo, expressionismo e da pintura metafísica, movimentos que, como o surrealismo, se dedicaram a interrogar dimensões humanas mais inexprimíveis. Em sua obra vemos quadros de Picasso, Munch, Miró, Magritte e Dalí adornando paredes e cadeiras abandonadas. O teor poético das cenas é pronunciado seguindo a linguagem misteriosa do sonho, proporcionando metáforas e interpretações múltiplas.
Morreu em 13 de dezembro de 2016, aos 56 anos. Internado para tratar de uma leucemia, no dia 12 de dezembro de 2016, teve complicações devido a uma diverticulite, que causou septicemia.

## Formação e carreira
Vignoli formou-se em Comunicação Visual na Escola Superior de Artes Plásticas Aleijadinho (FUMA) atual Escola de Design da UEMG, em Belo Horizonte (Brasil). Em 1982, abriu seu primeiro estúdio na capital mineira, o Artmosfera. Nas décadas seguintes destacou-se por grandes exposições realizadas na cidade: Arte Privada (1996); Às margens do Rio Arrudas e Canibalismo Cultural (1998), onde além das telas originais, havia reproduções em telas/tortas comestíveis; Arte Iluminada (1995) na Praça do Papa; Pintura ao vivo em um clássico de Cruzeiro e Atlético (1996) e A mostra Internacional do Artmosfera II, onde convidou dezenas de artistas de todo o mundo, ocupando um edifício de cinco andares (2002). Neste mesmo ano, transformou seu famoso atelier no bairro Sion em um belo restaurante, com o nome Casa di Vignoli. Fechou o ciclo no Brasil com a série Topografia da Alma (2002).
Em 2003 estabeleceu-se nos Estados Unidos, quando passou a ter reconhecimento no exterior, principalmente, depois da tela Big Apple (2004), avaliada em 500 mil dólares. Desde então, expôs suas obras em mais de 20 países.
Em 2009 o artista lança o livro "Vignoli Life and Work".

## Exposições

### Exposições individuais
- 2013 From Babel To Basel Oxenberg Fine Art Miami FL USA[6]
- 2013 From Babel To Basel Vignoli Fine Art Belo Horizonte MG BRASIL
- 2013 Mosaico de Minas Casa de arte Glauco Moraes Belo Horizonte MG BRASIL[7]
- 2012 Inauguração do Atelier Vignoli Belo Horizonte MG BRASIL
- 2012 Mundo Downtown Format/Soho New York NY USA
- 2012 Estética Mente Surreal Florense Belo Horizonte MG BRASIL
- 2011 Antes Que o Mundo Acabe PIC Galeria de Arte Belo Horizonte MG BRASIL
- 2010 A Arte e Um Teatro Theatre Bar Gallery New york NY USA
- 2010 Muito Além das Tempestades Venettian Plaza Las Vegas NV USA
- 2010 Banquete Surreal Galeria Privada do Dr. Jaime Moraes Belo Horizonte MG BRASIL
- 2009 Expressiva Mente Surreal Museu Inimá de Paula Belo Horizonte MG BRASIL
- 2009 Art With Care Ziggy’s Gallery BridgeHampton NY USA
- 2008 Tree Dimensional Winter Tree Gallery Sag Harbor NY USA
- 2008 Time Does Not Stop Christys Gallery Sag Harbor NY USA
- 2007 Oxenberg Fine Arts Miami FL USA[6]
- 2007 Art Festival Vignoli Gallery Sag Harbor NY USA
- 2007 Vignoli is Back! The Winter Tree Gallery Sag Harbor NY USA
- 2006 Talking Walls Solange Rabello Art Gallery Miami FL USA
- 2006 Last Edition Vignoli Gallery Sag Harbor NY USA
- 2005 Interior Of My Exterior Vignoli Gallery Sag Harbor NY USA
- 2005 Interior Of My Exterior Artist in Residence Gallery Miami Florida USA
- 2004 Topography of Soul Vignoli Gallery Sag Harbor NY USA
- 2004 Recent Paintings Vignoli Gallery Sag Harbor NY USA
- 2003 Panting on board of the Transatlantic ship Majesty of the Seas, Bahamas
- 2003 Topography of the Soul Art & Antiques Gallery Miami Florida USA
- 2003 Topography of the Soul 801 Brickell Bay Drive Miami Florida USA
- 2003 Invasion of Privacy Santofício Gallery Belo Horizonte Brasil
- 2003 Topography of the Soul Galeria Casa di Vignoli Belo Horizonte Brasil
- 2002 Gestão do Futuro Palácio das Artes Belo Horizonte Brasil
- 2002 Abdução de Vignoli (Abduction of Vignoli) Mercure Hotel Belo Horizonte Brasil
- 2002 Abdução de Vignoli Galeria, Casa di Vignoli Belo Horizonte Brasil
- 2002 Commemoration of Vignoli’s 25th year of painting UNI University BH Brasil
- 2001 Galeria do PIC Cidade Belo Horizonte Brasil
- 2001 Sandra Rezende Gallery Vitória ES Brasil
- 2000 Painting during the flight from São Paulo to Los Angeles
- 2000 Topography of the Soul Ponteio Lar Shopping Belo Horizonte Brasil
- 1998 Quadros Comestíveis (Eatable Paintings) Krug Bier Belo Horizonte Brasil
- 1998 Galeria do PIC Cidade Belo Horizonte Brasil
- 1997 Registration of Vignoli’s works at the Fine Arts of Rome Italy
- 1997 Salone Giuseppe Allamano Torino Italy
- 1997 Exhibition on board of the Transatlantic ship Costa Marina and the painting of canvas in
- the route Rio de Janeiro, Angra dos Reis, Salvador, Recife, Fernando de Noronha
- (Brazil), Dakar (Senegal), Santa Cruz de Tenerife (Canary Islands) Casablanca
- (Morocco) and Barcelona (Spain).
- 1997 Ponteio Lar Shopping Belo Horizonte Brasil
- 1997 Galeria da Telemig Belo Horizonte Brasil
- 1996 Primeira Mostra Abstrata do Artista (first abstract exhibition) L’Apogee, Belo Horizonte Brasil
- 1996 Exhibition and autograph evening session of the book “Histórias Privadas” (Private
- Stories) by the Arrudas River Belo Horizonte Brasil
- 1994 Painting of two canvases on the grass field of the Estádio Mineirão (soccer stadium)
- during the finals: Cruzeiro X Atlético Belo Horizonte Brasil
- 1994 Galeria do Minas Tenis II Belo Horizonte Brasil
- 1994 Exhibition at the Hospício Raul Soares (Mentally Ill Clinic) Belo Horizonte Brasil
- 1993 “Arte Iluminada” L’Apogee Belo Horizonte Brasil
- 1990 Presentation of Vignoli’s Book at the Consejeria de Cultura de la Junta de Andalucia
- Assessoria. Quinto Centenário Seville Granada and Cadiz Spain
- 1990 Presentation of Vignoli’s Book at the Beaux Arts in Paris France
- 1990 Presentation of the Vignoli’s Book at the Fine Arts in Florence Italy
- 1990 Exhibition of the artist’s fashion in the streets of Paris France
- 1989 “Arte Iluminada” (Illuminated Art), Praça do Papa Belo Horizonte Brasil
- 1979 Início da carreira professional do artista

### Exposições coletivas
- 2013 Art Wynwood International Comtemporary Art Fair Oxenberg Fine Art Miami FL USA[6]
- 2011 Art Palm Beach FL USA[8]
- 2011 Miami International Art Fair Miami FL USA
- 2011 Art Naples Naples FL USA
- 2011 Hamptons Sayre Park Bridgehampton NY USA
- 2011 Arte Que Salva, Ponteio Belo Horizonte MG BRASIL
- 2011 The Affordable Art Fair New York NY USA
- 2010 Art Americas Miami Beach Convention Center Miami Beach FL USA
- 2010 Art Palm Beach Oxenberg Fine Art Palm Beach FL USA[6]
- 2009 Red Dot Art Fair Oxenberg Fine Art Miami FL USA[6]
- 2009 Armory Art Center Oxenberg Fine Art West Palm Beach FL USA[6]
- 2008 Miami Art Space Oxenberg Fine Art Miami FL USA[6]
- 2007 Coletiva de Acervo Murilo Castro Gallery Belo Horizonte MG Brasil
- 2006 New Edition Vignoli Gallery Sag Harbor NY USA
- 2005 Guild Hall Museum East Hampton NY USA
- 2005 Art Beyond Frontiers Mercedes-Benz Manhattan Gallery NY USA
- 2004 The Times Square Lobby Gallery New York NY USA
- 2004 International Show Javits Convention Center New York NY USA
- 2003 PIC Cidade Gallery Belo Horizonte Brasil
- 2002 Canvas Gallery Rio de Janeiro Brasil
- 2001 Exhibition and Art Auction Atmosphere Gallery Southampton NY USA
- 2000 Eatable Paintings Artmosphere Gallery Southampton NY USA
- 1999 Artmosphere Gallery Southampton NY USA
- 1998 Small Works Exhibition East End Arts Council Riverhead NY USA
- 1998 Homenagem as Mulheres (Tribute to Women) Mercado da Lagoinha Belo Horizonte Brasil
- 1998 Brasilton Hotel São Paulo SP Brasil
- 1998 Atmosphere Gallery Southampton NY USA
- 1997 Exhibition together with renowned Spanish painters El Corte Ingles Barcelone Spain
- 1997 The Centennial of Belo Horizonte Exhibition Minas Gerais State Assembly MG Brasil
- 1997 Brasilton Hotel Contagem MG Brasil
- 1997 Brazilian Artists Galeria La Pigna Vatican Italy
- 1996 Paróquia do Campo Grande Lisbon Portugal
- 1984 Palácio das Artes Belo Horizonte MG Brasil
- 1983 Palácio das Artes Belo Horizonte MG Brasil
- 1982 Palácio das Artes Belo Horizonte MG Brasil
- 1981 Palácio das Artes Belo Horizonte MG Brasil

### Na televisão e no cinema
- 2014 Toca Filmes inicia um documentário sobre a Vida e Obra de Vignoli
- 2013 SPORTV da Rede Globo grava entrevista na Vignoli Fine Art do Brasil
- 2011 Obras do Vignoli na novela TiTiTi da Rede Globo
- 2009 Lucas Mendes apresenta a Obra de Vignoli no Manhattan Connection NY USA
- 2006 TV Hamptons Sag Harbor NY USA
- 2005 TV Hamptons Sag Harbor NY USA
- 2004 TV Hamptons Sag Harbor NY USA
- 2003 Woman Program Channel 23 Belo Horizonte MG Brasil
- 2002 Gestão do Futuro Convention Speakers: Henrique Meirelles (Boston Bank’s former-President and current Economy Minister of Brazil), Alvin Toffer, Washington Olivetto and many others Belo Horizonte MG Brasil.
- 2001 Jô Soares Live Talk Show Florianópolis SC Brasil
- 1999 News Program JA SBT Brazilian System of Television Belo Horizonte MG Brasil
- 1998 Big Drop’s TV Music Show Belo Horizonte MG Brasil
- 1997 Design the setting of José Lopes TV Show Belo Horizonte MG Brasil

## Falsificações das obras do artista
Em fevereiro de 2014, o artista teve várias obras plagiadas na região centro-sul de Belo Horizonte.